# Хоффман, Роберт (актёр)
Роберт Джеймс Хоффман III (англ. Robert James Hoffman III, род. 21 сентября 1980 года) — американский актёр, танцор и хореограф. Наиболее известен ролью Чейза Коллинза в фильме «Шаг вперёд 2: Улицы».

## Биография
Хоффман родился в городе Гейнсвилл, Флорида, сын Шарлотты и Роберта Хоффманов. В семь лет с семьёй переехал в Мэдисон, штат Алабама. У него есть младший брат — Крис и две младшие сестры — Эшли и Лорен.
Хоффман решил заниматься танцами ещё в детском саду, увидев клип Майкла Джексона «Thriller». Учился в школе искусств, выступал с труппой «Ballet South», которую возглавлял Уэс Чепман — легенда американского балета. Хоффман очень востребован как танцор и хореограф, работал с такими звездами, как Кристина Агилера, Ашер, Мия, Энрике Иглесиас, Мэрилин Мэнсон, а также Рики Мартин, которого он дублировал в танце на съемках музыкального видео.
Хоффман — танцор классической школы, был также отмечен наградами как хореограф в стиле хип-хоп. Он получил Национальную премию в области хореографии за работу в фильме «Танцы улиц». Танцевал в фильмах «Угадай, кто?», «Тренер Картер», «От Джастина к Келли», «Грязные танцы 2: Гаванские ночи», «Джильи».
На телевидении Хоффман принимал участие в таких проектах, как криминальная драма «Vanished», ситком «Quintuplets» и шоу импровизации «Wild N’ Out». Также были заметны его роли в фильмах «Танцы улиц», «Она — мужчина», «Грибы», «Пришельцы на чердаке». В 2008 году снялся в роли Чейза Коллинза в фильме «Шаг вперёд 2: Улицы» вместе с Брайаной Эвиган.
Хоффман демонстрирует свой талант на сайте Punchrobert.com, где он размещает небольшие ролики, в которых играет забавных и шокирующих придуманных им самим персонажей. Эти ролики были показаны в шоу «Online Nation» на канале CW.

## Фильмография
| Год  |    | Русское название                                       | Оригинальное название                                  | Роль                             |
| ---- | -- | ------------------------------------------------------ | ------------------------------------------------------ | -------------------------------- |
| 2003 | с  | Американские мечты                                     | American Dreams                                        | Брайан Уилсон                    |
| 2003 | ф  | От Джастина к Келли                                    | From Justin to Kelly                                   | танцор                           |
| 2003 | ф  | Джильи                                                 | Gigli                                                  | пляжный танцор                   |
| 2003 | ки | Pirates of the Caribbean: The Curse of the Black Pearl | Pirates of the Caribbean: The Curse of the Black Pearl | Скелет                           |
| 2004 | ф  | Танцы улиц                                             | You Got Served                                         | Макс                             |
| 2004 | ф  | Грязные танцы 2: Гаванские ночи                        | Dirty Dancing: Havana Nights                           | танцор                           |
| 2004 | с  | Пятерняшки                                             | Quintuplets                                            | Мэтт                             |
| 2005 | ф  | Я?                                                     | I?                                                     | старший Дэвид / короткометражный |
| 2005 | ф  | Тренер Картер                                          | Coach Carter                                           | танцор                           |
| 2005 | ф  | Угадай, кто?                                           | Guess Who                                              | танцор                           |
| 2006 | ф  | Она — мужчина                                          | She's the Man                                          | Джастин                          |
| 2006 | с  | Пропавшая                                              | Vanished                                               | Адам Патнэм                      |
| 2006 | с  | C.S.I.: Место преступления Майами                      | CSI: Miami                                             | Брэд Хоффман                     |
| 2006 | с  | Campus Ladies                                          | Campus Ladies                                          | Эван                             |
| 2007 | тф | Dash 4 Cash                                            | Dash 4 Cash                                            | Майкл                            |
| 2007 | ф  | Грибы                                                  | Shrooms                                                | Блуто                            |
| 2007 | тф | Revenge                                                | Revenge                                                | Деннис                           |
| 2007 | с  | Nick Cannon Presents: Short Circuitz                   | Nick Cannon Presents: Short Circuitz                   | различные персонажи              |
| 2007 | ф  | Упаковщик                                              | Bag Boy                                                | Клайд «Мельница» Винорски        |
| 2008 | ф  | Шаг вперёд 2: Улицы                                    | Step Up 2: The Streets                                 | Чейз Коллинз                     |
| 2009 | с  | Университет                                            | Greek                                                  | Патрик Чемберс                   |
| 2009 | ф  | Пришельцы на чердаке                                   | Aliens in the Attic                                    | Рикки Дидмен                     |
| 2010 | ф  | BoyBand                                                | BoyBand                                                | Гарт                             |
| 2010 | ф  | Горящие пальмы                                         | Burning Palms                                          | Чед Бауэр                        |
| 2010 | с  | The Legend of Neil                                     | The Legend of Neil                                     | капитан Лайнел                   |
| 2011 | ф  | Отвези меня домой                                      | Take Me Home Tonight                                   | Тайлер Джонс                     |
| 2011 | ф  | Хорошие похороны                                       | A Good Funeral                                         | Барт                             |
| 2011 | тф | Grace                                                  | Grace                                                  | Хавьер ДеРенцио                  |
| 2012 | с  | 90210: Новое поколение                                 | 90210                                                  | Калеб Уолш                       |